# Samsara (película de 2023)
Samsara es una película española de 2023 dirigida por Lois Patiño. La película ganó el premio especial del jurado en la sección Encuentros del Festival de Berlín 2023.

## Sinopsis
En los templos budistas de Luang Prabang, en Laos, los monjes adolescentes guían las almas en tránsito de un cuerpo a otro a través de un texto, el Bardo Thödol. El alma de una anciana se reencarna en el cuerpo de una cabra en las playas de Zanzíbar, donde grupos de mujeres trabajan en granjas de algas.

## Reparto
- Amid Keomany como Amid
- Toumor Xiong como Be Ann
- Simone Milavanh como Mon
- Mariam Vuaa Mtego como Mariam
- Juwairiya Idrisa Uwesu  como Juwairiya

## Premios y nominaciones
| Premio/Festival de Cine                           | Fecha del evento      | Categoría              | Nominado                           | Resultado | Ref.  |
| ------------------------------------------------- | --------------------- | ---------------------- | ---------------------------------- | --------- | ----- |
| Premios de la Sociedad Internacional de Cinéfilos | 10 de febrero de 2024 | Mejor película         | Samsara                            | Pendiente | [ 2 ] |
| Premios de la Sociedad Internacional de Cinéfilos | 10 de febrero de 2024 | Mejor fotografía       | Mauro Herce, Jessica Sarah Rinland | Pendiente | [ 2 ] |
| Premios de la Sociedad Internacional de Cinéfilos | 10 de febrero de 2024 | Mejor diseño de sonido | Xabier Erkizia, Luca Rulio         | Pendiente | [ 2 ] |